# Hoplocercidae
A Hoplocercidae a hüllők (Reptilia) osztályába a  pikkelyes hüllők (Squamata) rendjébe és a leguánalakúak (Iguania) alrendjébe tartozó család.

3 nem és 11 faj tartozik a családba.

## Rendszerezés
A családba az alábbi nemek és fajok tartoznak
- Enyalioides  – 7 faj
  - Enyalioides cofanorum
  - Enyalioides heterolopsis
  - Enyalioides laticeps
  - Enyalioides microlepsis
  - Enyalioides oshaughnessyi
  - Enyalioides palpebralis
  - Enyalioides praestabilis

- Hoplocercus – 1 faj
  - Szúrósfarkú leguán (Hoplocercus spinosus)

- Morunasaurus – 3 faj
  - Morunasaurus annularis
  - Morunasaurus groi
  - Morunasaurus peruvianus

## Külső hivatkozások
- Képek az interneten a Hoplocercidaeről